# Mulțime mărginită

Reprezentare a unei mulțimi mărginite (sus) și a uneia nemărginite (jos). Mulțimea a doua continuă oricât de mult spre dreapta.

"Mărginirea" și "marginea" sunt concepte diferite.  Un disc nu are o margine propriu-zisă, dar este mărginit, în timp ce un semiplan este nemărginit deși are o margine (este semimărginit).
În analiza matematică și în domenii conexe acesteia, o mulțime se consideră mărginită dacă este, într-un anume sens, de măsură finită. De asemenea, o mulțime care nu este mărginită se numește nemărginită.  Noțiunea de mărginire nu are sens într-un spațiu topologic generic în lipsa unei metrici pe acesta.
Exemple de mulțimi mărginite se întâlnesc în geometrie: segmente de dreaptă, suprafețe mărginite de un contur poligonal închis sau curbe închise ca cercuri, elipse, etc. Aceste mulțimi mărginite sunt nenumărabile.

## Definiții
O submulțime S a mulțimii numerelor reale este mărginită superior dacă există un număr real M astfel încât M ≥ x pentru orice x din S. Numerele M cu această proprietate se numesc majoranți ai lui S. Cel mai mic majorant al mulțimii S se numește limita superioară a acesteia. Termenii mărginită inferior, minorant și limită inferioară sunt analogi.
Mulțimea S se numește mărginită dacă admite simultan atât o limită superioară cât și una inferioară. Practic, o mulțime de numere reale este mărginită dacă este conținută într-un interval finit.

### Spații metrice
O submulțime S a unui spațiu metric (M, d) este mărginită dacă este inclusă într-o bilă de rază finită, adică există un x în M și un r > 0 astfel încât pentru orice s din S, d(x, s) < r. 

### Spații topologice vectoriale
Într-un spațiu topologic vectorial există o definiție alternativă pentru noțiunea de mărginire, numită mărginire în sens von Neumann. Dacă topologia acelui spațiu este indusă de o metrică omogenă (cum este cazul normei din spațiu vectorial normat), cele două definiții sunt echivalente.